# یواس‌اس لوناپ
یواس‌اس لوناپ ممکن است به یکی از موارد زیر اشاره داشته باشد:
- یواس‌اس لوناپ (آی‌دی-۲۷۰۰)
- یواس‌اس لوناپ (۱۸۶۳)